# Antoni Grabowski

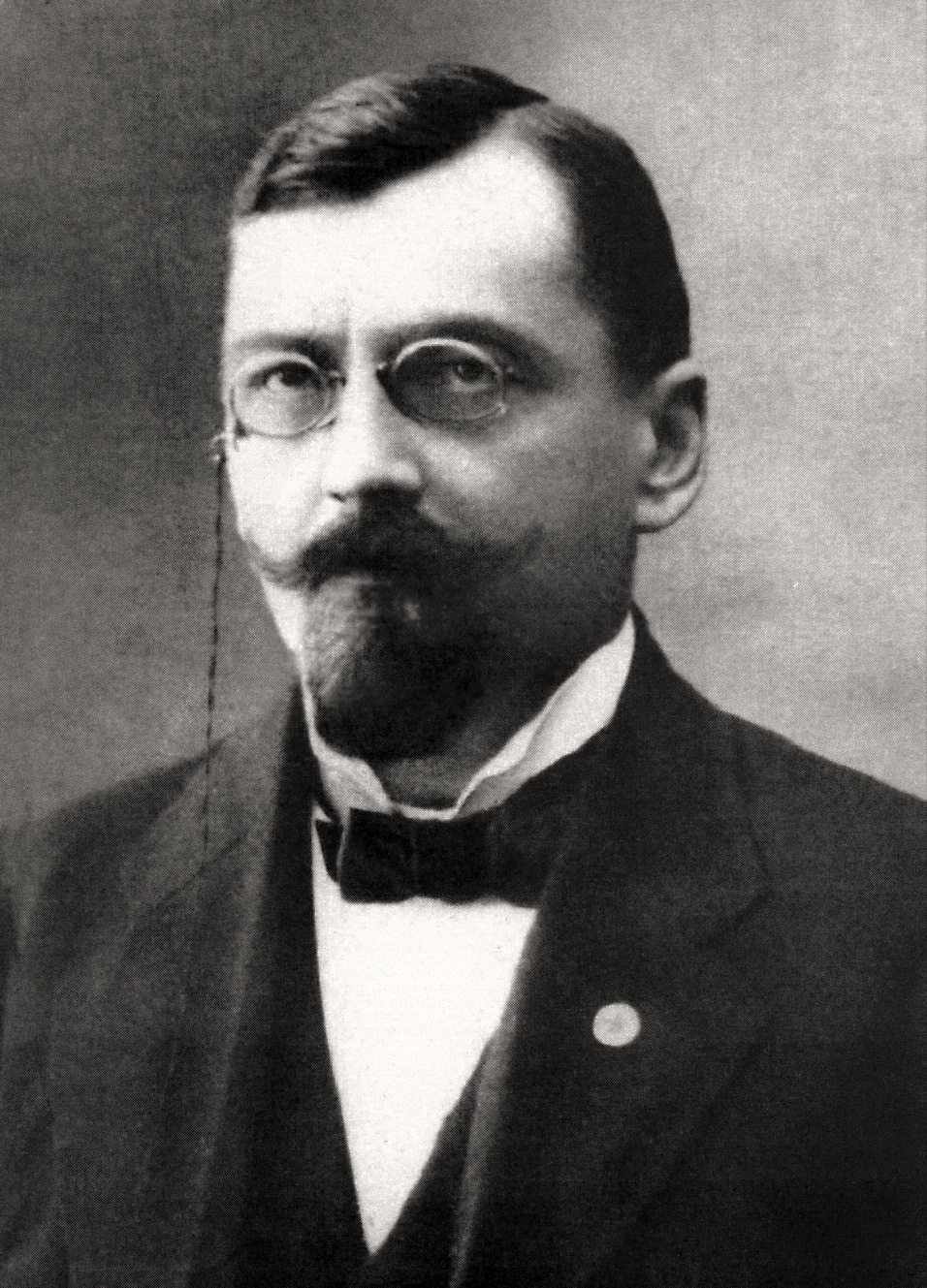
Antoni Grabowski

Antoni Grabowski (Nowe Dobre (bij Chełmno, Polen), 11 juni 1857 – Warschau, 4 juli 1921) was een Pools chemie-ingenieur, publicist, Esperanto-activist en literair vertaler. Zijn bekendste vertaling is "Sinjoro Tadeo" ("Pan Tadeusz" van Adam Mickiewicz). Hij had een belangrijke invloed op latere esperantodichters als Kálmán Kalocsay en William Auld.

## Opleiding en beroep
Kort na zijn geboorte verhuist de familie van Nowe Dobre naar Toruń. Wegens beperkte financiële middelen moet Grabowski reeds na het eind van de basisschool beginnen te werken. Maar hij bezit een grote leergierigheid en zonder de hulp van een ander bereidt hij zich autodidactisch voor op het toegangsexamen voor het gymnasium. Op dat examen behaalt hij een goed resultaat.
Tijdens zijn studie in het gymnasium "Nicolaus Copernicus" van Toruń behaalt hij uitmuntende resultaten en met zijn kennis overtreft hij zijn leeftijdsgenoten zodanig dat hij tweemaal naar een hogere klas verwezen wordt. In september van 1879 beëindigt hij de studie aan het gymnasium. Kort daarna verbetert de financiële situatie van de familie. Grabowski begint filosofie en natuurwetenschappen te studeren aan de universiteit van Wrocław. Daarna doet hij als ingenieur studiewerk in de scheikunde in Zawiercie en op andere plaatsen die nu behoren tot Tsjechië. Vervolgens wordt hij hoofd van een textielfabriek in Ivanovo-Vosnjesensk, een Russische stad op 250 km ten noordoosten van Moskou.
Tijdens die periode bestudeert hij een aantal chemische problemen zeer grondig. Zijn talrijke technologische uitvindingen bezorgen hem bekendheid onder de vakmensen in heel Europa. Grabowski publiceert veel wetenschappelijke artikelen. Zijn uitvindingen beschrijft hij onder meer in de tijdschriften "Chemik Polski" en "Przegląd Techniczny". Hij vertaalt in die periode een voortreffelijk boek over scheikunde, geschreven door Ira Remsen, uit het Engels in het Pools en wordt daarna lid van een comité, wiens taak het is om een technische terminologie in het Pools uit te werken. Enkele jaren later, in 1906, verschijnt zijn "Słownik chemiczny", het eerste woordenboek voor scheikunde in de Poolse taal.

## Esperanto en literatuur
Reeds tijdens zijn universitaire studies toont Grabowski een diepgaande interesse voor literatuur. Hij is lid van de literaire slavische vereniging (Towarzystwo Literacko-Słowianskie) in Wrocław. Grabowski is niet alleen geboeid door de Poolse taal en literatuur, want geleidelijk aan leert hij een respectabel aantal talen en wordt een echte polyglot.
Naderhand spreekt hij behalve Pools nog 9 andere talen en daarenboven beheerst hij er nog minstens 15 andere passief. In dat perspectief hoeft het niet te verwonderen dat Grabowski reeds als student geïnteresseerd raakt voor de idee van een internationale taal.
Deze rol meent de taal Volapük te mogen opeisen, dus besluit Grabowski haar te leren. Wanneer hij op bezoek gaat bij Johann Martin Schleyer, de auteur van het taalproject, blijkt dat zelfs deze niet bij machte is om de taal vlot te spreken. Het is evident dat deze taal niet geschikt is voor dagelijks gebruik. Uiteindelijk spreken ze samen Duits. Na deze ontgoocheling stopt Grabowski onmiddellijk met Volapük. Hij blijft echter geboeid door de idee van een internationale plantaal.
In 1887 koopt hij het boekje "D-ro Esperanto, Internacia Lingvo. Antaŭparolo kaj plena lernolibro", waarin Ludovich Zamenhof zijn taalproject voorstelt. Die taal wordt snel bekend onder de naam Esperanto. Grabowski is sterk onder de indruk van de doorzichtigheid van de structuur en de snel toegankelijke uitdrukkingsmogelijkheid. Hij reist naar Warschau en bezoekt Zamenhof en op die dag vindt tussen hen het eerste mondelinge gesprek in het Esperanto plaats.
Evenals Zamenhof is Grabowski zich geheel bewust van de betekenis van de literatuur in de evolutie van talen en des te meer in het geval van Esperanto, de taal die ontstond als project en de weg opgegaan is naar een taal die dienstdoet op alle terreinen.
Grabowski wordt snel als esperantist actief: in 1888 verschijnt zijn vertaling "La neĝa blovado" van Aleksandr Poesjkin. In 1889 volgt de vertaling "La gefratoj" van Johann Wolfgang von Goethe.
In het begin van de jaren negentig wordt Grabowski ontevreden over de langzame verspreiding van het Esperanto. Hij veronderstelt dat die te wijten is aan de onvolmaaktheden van de taal. Bijgevolg begint hij te pleiten voor hervormingen. Hij werkt zelfs een eigen taalproject uit. Maar in de stemronde van 1894 stemt hij tegen hervormingen en vanaf dat moment steunt hij het standaardwerk van de taal of het taalfundament: Fundamento de Esperanto.
In 1904 wordt te Warschau de vereniging "Varsovia Societo Esperantista" opgericht. Grabowski wordt de voorzitter. Na de hervorming tot Poolse Esperanto-vereniging in 1908 blijft hij verder ijveren voor Esperanto. Hij wordt ook directeur van de spraakkunst-werkgroep van de Esperanto-Academie. Terzelfder tijd publiceert hij artikelen over Esperanto, geeft hij voordrachten over Esperanto, en organiseert cursussen.
In de jaren 1908-1914 is Grabowski de eerste die Esperanto-cursussen leidt in enkele scholen in Warschau. In een artikel uit 1908 vestigt hij er al aandacht op dat Esperanto een grote propedeutische waarde heeft. Onder andere toont hij door middel van enkele concrete voorbeelden aan in welke mate de eerdere studie van het Esperanto bijdraagt tot het aanleren van het Frans en het Latijn. Dit gegeven is in die periode zeer verrassend en vooruitstrevend.
De antologie "El Parnaso de Popoloj", die verschijnt in 1913, is een verzameling van 116 gedichten, die 30 talen en culturen vertegenwoordigen. Hierin zijn zes origineel in het Esperanto geschreven gedichten en 110 vertaalde gedichten opgenomen.
Tijdens de Eerste Wereldoorlog vluchten zijn familieleden naar Rusland. Grabowski, die reeds lijdt aan een ziekte, blijft eenzaam in Warschau achter. In deze trieste omstandigheden vertaalt hij het Poolse patriottische heldendicht "Sinjoro Tadeo" van Adam Mickiewicz. Grabowski herschept dit werk trouw aan de oorspronkelijke vorm en speelt met latente mogelijkheden van de plantaal waardoor hij een belangrijke impuls geeft aan de verdere evolutie van de Esperanto-poëzie.
Na de dood van Zamenhof leeft hij zeer eenzaam en krijgt steeds meer last van zijn hartziekte, die hij wegens geldgebrek niet goed kan laten behandelen. Als zijn familie terugkeert na de oorlog is hij bijna totaal uitgeput. Toch vindt hij nog steeds energie om ononderbroken te werken voor Esperanto, tot zijn plotselinge overlijden door een hartaanval in 1921.

## Enkele werken

### Vertalingen
- La Gefratoj van Johann Wolfgang von Goethe - 1889
- Mazepa van Juliusz SŁowacki
- Halka van Stanisław Moniuszko
- Sinjoro Tadeo van Adam Mickiewicz
- La neĝa blovado van Aleksandr Poesjkin - 1888
- En Svisujo van Juliusz SŁowacki
- Ŝi la Tria van Henryk Sienkiewicz
- Pekoj de Infaneco van Bolesław Prus
- Consilium Facultatis van Fredo

### Gedichten
- La tagiĝo
- La reveno de l`filo
- Sur unu kordo
- La pluva tago
- Al la semanto
- Jubilea kantato
- Saluto el Varsovio